# Facebook Safety Check
Facebook Safety Check (a volte chiamato Facebook Crisis Response) è una funzione gestita dal social network Facebook. Tale strumento viene attivato da Facebook in occasione di disastri naturali o causati dall’uomo o di attacchi terroristici, al fine di determinare rapidamente chi è salvo nell’area geografica dove è occorso l’evento.

## Storia
La funzione, introdotta il 15 ottobre 2014, è stata sviluppata dagli ingegneri di Facebook, ispirati dall’uso dei social media per connettersi con amici e familiari durante il terremoto e maremoto del Tōhoku del 2011. Inizialmente la funzione era stata chiamata Disaster Message Board, è stata poi rinominata Safety Check prima del suo rilascio. Il suo primo uso importante avvenne il 25 aprile 2015 in occasione di un terremoto in Nepal, e vi fu un ulteriore sviluppo in occasione del successivo terremoto in Nepal avvenuto il 12 maggio dello stesso anno, dell’uragano Patricia dell’ottobre 2015 e degli attentati di Parigi del 13 novembre 2015, quando questo strumento per il controllo della salvezza delle persone fu utilizzato per la prima volta per un caso diverso da un evento naturale;  in occasione dei successivi attentati di Bruxelles del 22 marzo 2016 la funzione venne riattivata, tuttavia da quando si seppe che si trattava di un attentato suicida fino all’attivazione del controllo vi fu un ritardo.
Il 2 giugno 2016, Facebook ha annunciate che avrebbe iniziato la sperimentazione di analoghi controlli attivabili dagli utenti. Con il nuovo sistema, il Safety Check sarebbe stato attivato sulla base di un certo numero di post su un evento di crisi integrato da un allarme da una delle fonti di parte terza utilizzate da Facebook. Gli utenti avrebbero anche potuto condividere e passare parola su tale controllo, una volta attivato.
L’8 febbraio 2017 Facebook ha integrato il Safety Check con una funzione di Community Help per consentire agli utenti in caso di crisi di cercare attraverso post classificati per categoria, di offrire assistenza locale e di connettersi con ‘provider’ oltre Facebook Messenger.
Nel giugno 2017, Facebook ha annunciato diversi aggiornamenti al Safety Check, incluso il Community Help su desktop, con la possibilità inoltre di attivare raccolte fondi attraverso lo strumento.

## Condivisione delle informazioni
Il social network ha siglato degli accordi con Croce Rossa, Unicef e PAM per condividere con tali organizzazioni le informazioni raccolte in caso di disastri e, così, organizzare in modo più efficiente i soccorsi.

## Attivazioni successive agli attentati di Parigi del 13 novembre 2015
| Località                                                     | Evento                                                                                                   | Riferimenti | Note |
| ------------------------------------------------------------ | --- | ----------- | --- |
| Nigeria                                                      | Insurrezione del movimento islamista Boko Haram (fine novembre 2015)                                     |             | Annunciando l’attivazione del Safety Check, il CEO di Facebook Mark Zuckerberg ha scritto che, sfortunatamente, gli incidenti in tale occasione erano troppo frequenti e che non avrebbe annunciato successive attivazioni individuali in futuro; comunque ha favorito un atteggiamento ottimistico, considerando che la frequenza degli avvenimenti era complessivamente in calo. |
| Chennai, India                                               | Alluvioni dell’India meridionale del 2015                                                                |             | |
| Ankara, Turchia                                              | Attentato di Ankara del 17 febbraio 2016                                                                 |             | |
| Ankara, Turchia                                              | Attentato di Ankara del 13 marzo 2016                                                                    |             | |
| Bruxelles, Belgio                                            | Attentati di Bruxelles del 22 marzo 2016                                                                 |             | |
| Lahore, Pakistan                                             | Attentato di Lahore del 27 marzo 2016; contro cristiani a Pasqua                                         |             | Facebook ha accidentalmente inviato in tutto il mondo notifiche che chiedevano agli utenti se fossero salvi. |
| Area di Orlando, Florida, Stati Uniti                        | Strage di Orlando dell’11-12 giugno 2016                                                                 |             | Primo utilizzo operativo negli Stati Uniti. |
| Antananarivo, Madagascar                                     | Esplosione presso lo Stadio Municipale Mahamasina del 26 giugno 2016                                     |             | |
| Istanbul, Turchia                                            | Attentato di Istanbul del 28 giugno 2016 all’aeroporto Atatürk                                           |             | |
| Dallas, Texas, Stati Uniti                                   | Strage di Dallas del 7-8 luglio 2016 contro agenti di polizia                                            |             | |
| Nizza, Francia                                               | Strage di Nizza del 14 luglio 2016                                                                       |             | |
| Monaco di Baviera, Germania                                  | Strage di Monaco di Baviera del 22 luglio 2016 al centro commerciale Olympia-Einkaufszentrum (OEZ)       |             | |
| Quetta, Pakistan                                             | Attentato di Quetta dell’8 agosto 2016                                                                   |             | |
| Göteborg, Svezia                                             | Bomba a mano in un appartamento che ha ucciso un bambino di 8 anni, 22 agosto 2016                       |             | |
| Italia centrale                                              | Terremoto in Italia centrale del 24 agosto 2016                                                          |             | Primo utilizzo operativo in Italia. |
| Tel Aviv, Israele                                            | Collasso di edificio a Tel Aviv, 5 settembre 2016                                                        |             | Facebook ha proceduto all’attivazione in forma ridotta come prova pilota per successive espansione dello strumento. |
| Davao, Filippine                                             | Attentato di Dávao del 2 settembre 2016                                                                  |             | |
| New York, Stati Uniti                                        | Attentati di New York e New Jersey del 17-19 settembre 2016 (Chelsea, New York e poi Linden, New Jersey) |             | |
| Hoboken, New Jersey, Stati Uniti                             | Incidente ferroviario di Hoboken del 29 settembre 2016                                                   |             | |
| Kaikoura, Blenheim, Christchurch, Wellington, Nuova Zelanda. | Terremoto di Kaikoura del 14 novembre 2016                                                               |             | |
| Haifa, Israele                                               | Incendi di Israele del novembre 2016 (dal 24 novembre 2016)                                              |             | Primo utilizzo operativo in Israele. |
| Columbus, Ohio, Stati Uniti                                  | Attentato alla Ohio State University del 28 novembre 2016                                                |             | |
| Gatlinburg, Tennessee, Stati Uniti                           | Incendio dell’area di Gatlinburg (Tennessee) del novembre 2016 (dal 28 novembre 2016)                    |             | |
| Oakland, California, Stati Uniti                             | Incendio del magazzino di Oakland del 2 dicembre 2016                                                    |             | |
| Cambridge, Massachusetts, Stati Uniti                        | Allarme antincendio in zona residenziale, 4 dicembre 2016                                                |             | |
| Chennai, India                                               | Il ciclone Vardah colpisce l’India                                                                       |             | |
| Göteborg, Svezia                                             | Bomba a mano in un appartamento, 15 dicembre 2016                                                        |             | |
| Berlino, Germania                                            | Attentato di Berlino del 19 dicembre 2016                                                                |             | |
| Gerusalemme, Israele                                         | Attentato di Gerusalemme dell’8 gennaio 2017                                                             |             | |
| Jersey Village, Texas, Stati Uniti                           | Tornado di Jersey Village (Texas) del 16 gennaio 2017                                                    |             | |
| Playa del Carmen, Messico                                    | Violenza criminale a Playa del Carmen, 16 gennaio 2017                                                   |             | |
| Christchurch, Nuova Zelanda                                  | Incendio di Port Hills del 13 febbraio 2017                                                              |             | |
| Londra, Regno Unito                                          | Attentato di Londra del 22 marzo 2017 presso Westminster                                                 |             | |
| San Pietroburgo, Russia                                      | Attentato di San Pietroburgo del 2017, 3 aprile 2017                                                     |             | Primo utilizzo operativo in Russia |
| Stoccolma, Svezia                                            | Attentato di Stoccolma del 2017, 7 aprile 2017                                                           |             | |
| Manchester, Regno Unito                                      | Attentato di Manchester del 22 maggio 2017                                                               |             | |
| Pernambuco, Brasile                                          | Alluvioni di Pernambuco e Alagoas del 27 maggio 2017                                                     |             | |
| Londra, Regno Unito                                          | Attentato di Londra del 3 giugno 2017 presso il London Bridge                                            |             | |
| Città del Capo, Sudafrica                                    | Tempesta del giugno 2017 a Città del Capo                                                                |             | Primo utilizzo operativo in Sudafrica. |
| Knysna, Sudafrica                                            | Incendi di Knysba del giugno 2017, dal 7 giugno 2017                                                     |             | |
| Londra, Regno Unito                                          | Incendio della Grenfell Tower del 14 giugno 2017                                                         |             | |
| Spalato, Croazia                                             | Incendio a Spalato del 16-18 giugno 2017                                                                 |             | Primo utilizzo operativo in Croazia |
| Barcellona, Spagna                                           | Attentato di Barcellona del 17 agosto 2017                                                               |             | |
| Turku, Finlandia                                             | Attentato di Turku del 18 agosto 2017                                                                    |             | Primo utilizzo operativo in Finlandia |
| Hong Kong e Macao                                            | Tifone Hato dell’agosto 2017                                                                             |             | Primo utilizzo operativo a Hong Kong e Macao |
| Romania                                                      | Tempesta in Romania occidentale del 17 settembre 2017                                                    |             | Primo utilizzo operativo in Romania |
| Las Vegas, Nevada, Stati Uniti                               | Strage di Las Vegas del 1º ottobre 2017                                                                  |             | |
| Repubblica Ceca, Germania, Polonia                           | Ciclone Herwart dell’ottobre 2017                                                                        |             | |
| Surabaya, Indonesia                                          | Attentati di Surabaya del 13 maggio 2018                                                                 |             | Primo utilizzo operativo in Indonesia |